# Lopud

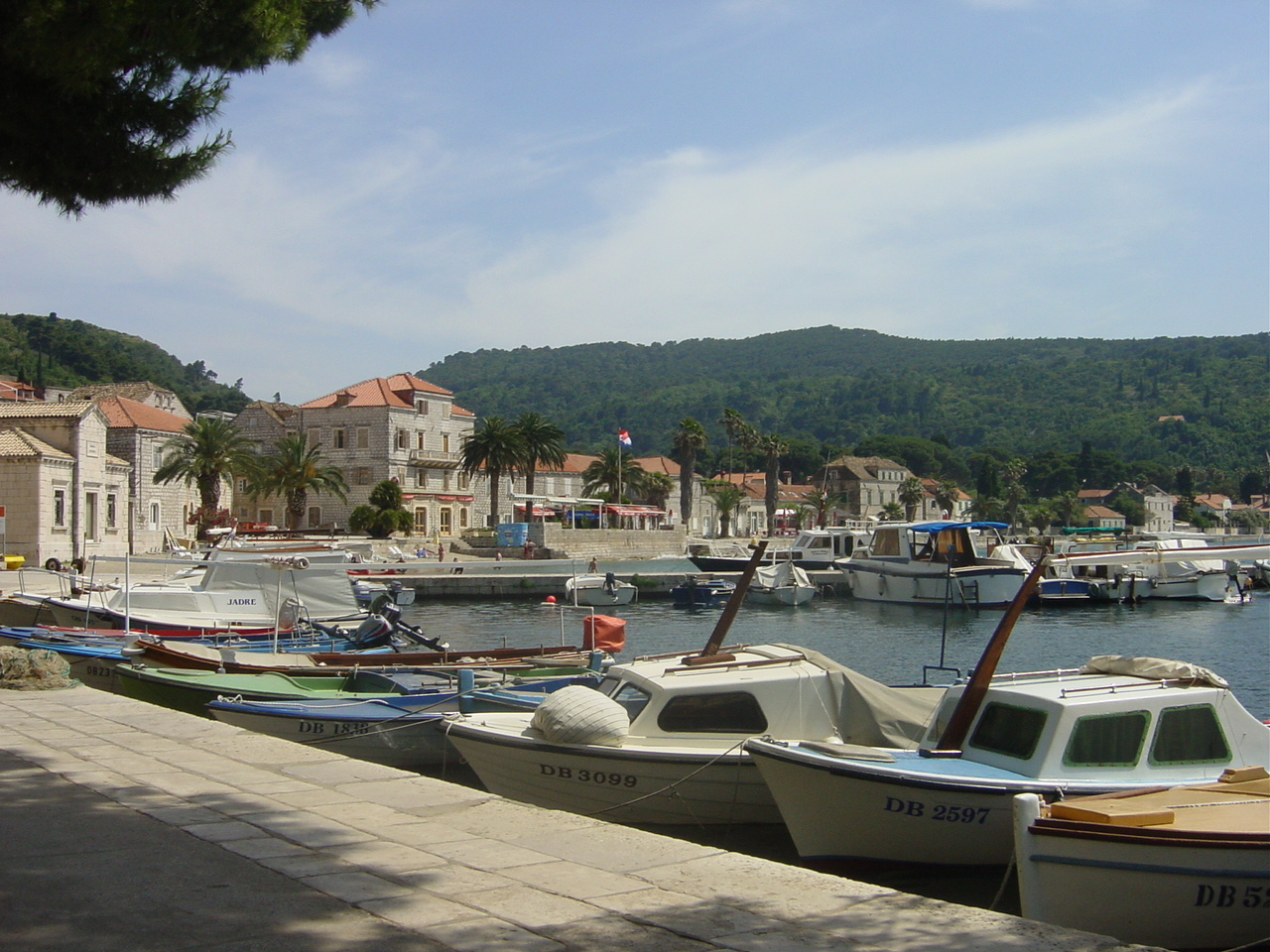
De haven van Lopud

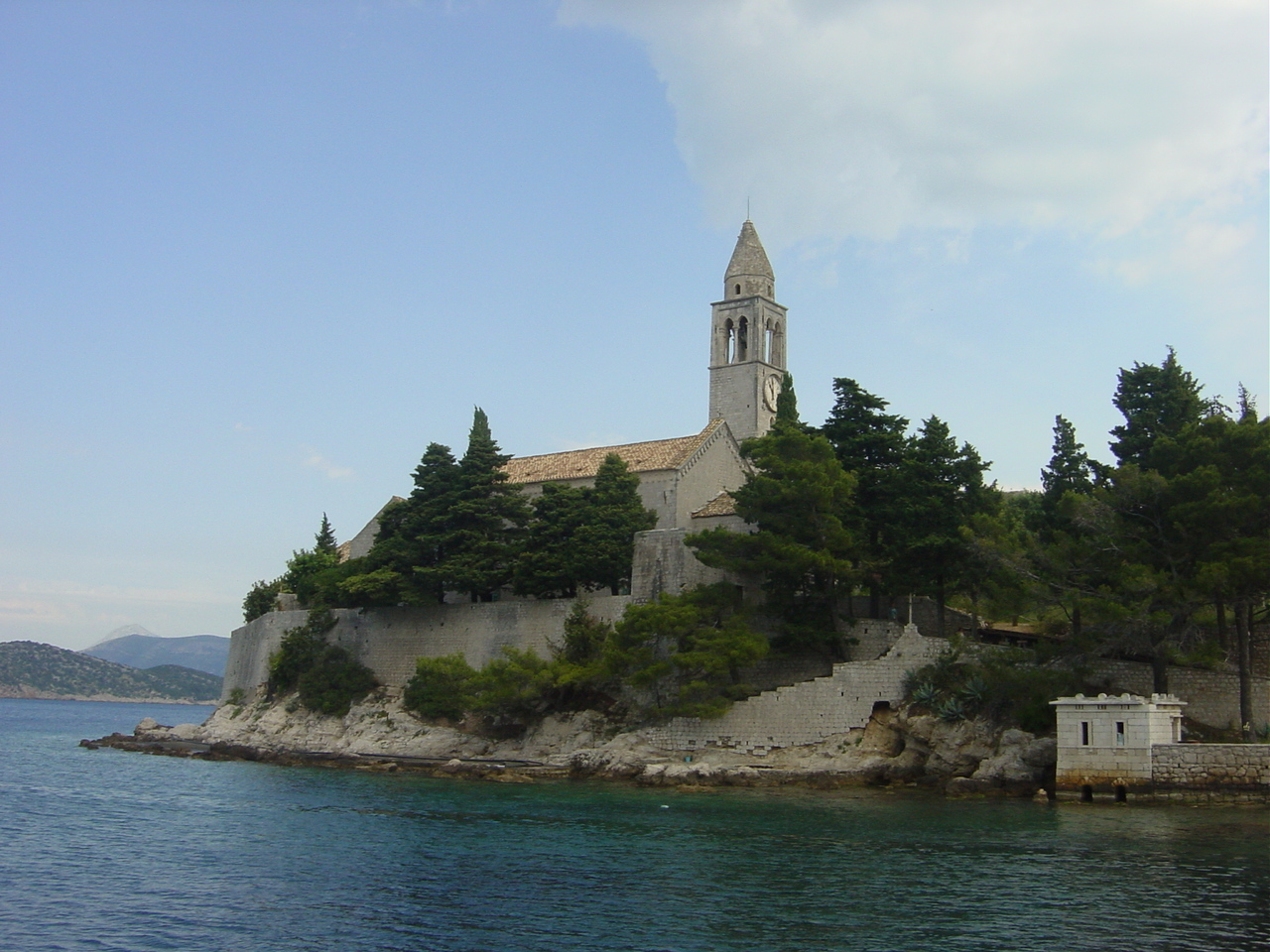
Franciscaans klooster in Lopud

Lopud is een klein eiland vlak aan de Dalmatische kust van Zuid-Kroatië. Lopud is onderdeel van de eilandengroep Elafieten en kan bereikt worden via Dubrovnik. Een veerboot gaat dagelijks viermaal vanuit Dubrovnik langs de drie bewoonde Elafieten: Lopud, Kolocep en Šipan. Op Lopud zijn onder andere een 14e-eeuws versterkt klooster, rectorenpaleis, 23 kerken en een haven te vinden. Lopud is uniek vanwege zijn echte zandstranden en rijke bloemenpracht.
Lopud heeft een oppervlakte van 4,63 km², het hoogste punt Polacica is 216 meter. In de zomermaanden telt het eiland ongeveer 400 inwoners, in de winter verblijven veel inwoners in Dubrovnik. In de baai aan de noordwest kant met zicht op Šipan ligt het gelijknamige dorp Lopud. Twee heuvels centraal op het eiland worden door een vallei verbonden en hier gaat het pad door naar de baai Šunj aan de andere kant van het eiland. De baai is bijna komrond met een smalle entree geheel gevuld met wit zand en slechts langzaam dieper wordend. De noordoost kant van het eiland is moeilijk toegankelijk door zijn rotsen en steile klippen. Het eiland heeft 11,5 km kustlijn, waarvan 1,2 km zandstrand is. 
Daar het eiland jaarlijks meer dan 2584 uren zon heeft en beschikt over eigen zoetwaterbronnen is het bedekt met veel groen, bomen struiken en planten en vele palmen. De botanische tuin, een voormalige tuin van een 19de-eeuwse villa, is tegenwoordig een park waar planten verzameld van over de hele wereld groeien, waaronder bamboe en diverse cactussen. Het eiland is al zeer lang bewoond en men kan er diverse Griekse, Romeinse en oud Slavische bouwwerken en ruïnes vinden. 
Eeuwenlang was het eiland onderdeel van de republiek Ragusa. Binnen de republiek was Lopud na Dubrovnik zelf de belangrijkste stad van het rijk. Schattingen over het aantal inwoners lopen van 5000 tot 15000, tegen ruim 400 in 2014. Het eiland stond indertijd bekend vanwege de scheepsbouw en rijke landbouw van onder andere olijven, wijn en citrusvruchten. Daarnaast was het een populaire plaats voor rijke handelaren die de krappe stad verruilden voor een luxe villa in het groen. Vanuit die gouden periode zijn nog veel overblijfselen te vinden op het eiland, zoals 23 kerken, vele villa's en paleizen, het rectorenpaleis en het versterkte klooster. Tijdens de bezetting van de Fransen onder leiding van Napoleon is een belangrijk fort gebouwd op een van de hoogste toppen.